# Пркос (Шкабрња)
Пркос је насељено место у саставу општине Шкабрња, у Задарској жупанији, Република Хрватска.

## Историја
До територијалне реорганизације у Хрватској налазио се у саставу старе општине Задар.

## Становништво
На попису становништва 2011. године, Пркос је имао 363 становника.

## Попис1991.
На попису становништва 1991. године, насељено место Пркос је имало 397 становника, следећег националног састава:
| Попис 1991.‍  | Попис 1991.‍  | Попис 1991.‍ | Попис 1991.‍ | Попис 1991.‍ |
| ------------ | ------------ | ----------- | ----------- | ----------- |
|              |              |             |             |             |
| Хрвати       | Хрвати       |             | 394         | 99,24%      |
| неопредељени | неопредељени |             | 2           | 0,50%       |
| непознато    | непознато    |             | 1           | 0,25%       |
| укупно: 397  |              |             |             |             |